# اتحاد سينت مارتن لكرة القدم
اتحاد سينت مارتن لكرة القدم هو الاتحاد الرسمي المختص بشؤون كرة القدم في سانت مارتن.

## روابط خارجية
- سينت مارتن  في موقع الكونكاكاف